# Gerlinde Jänicke

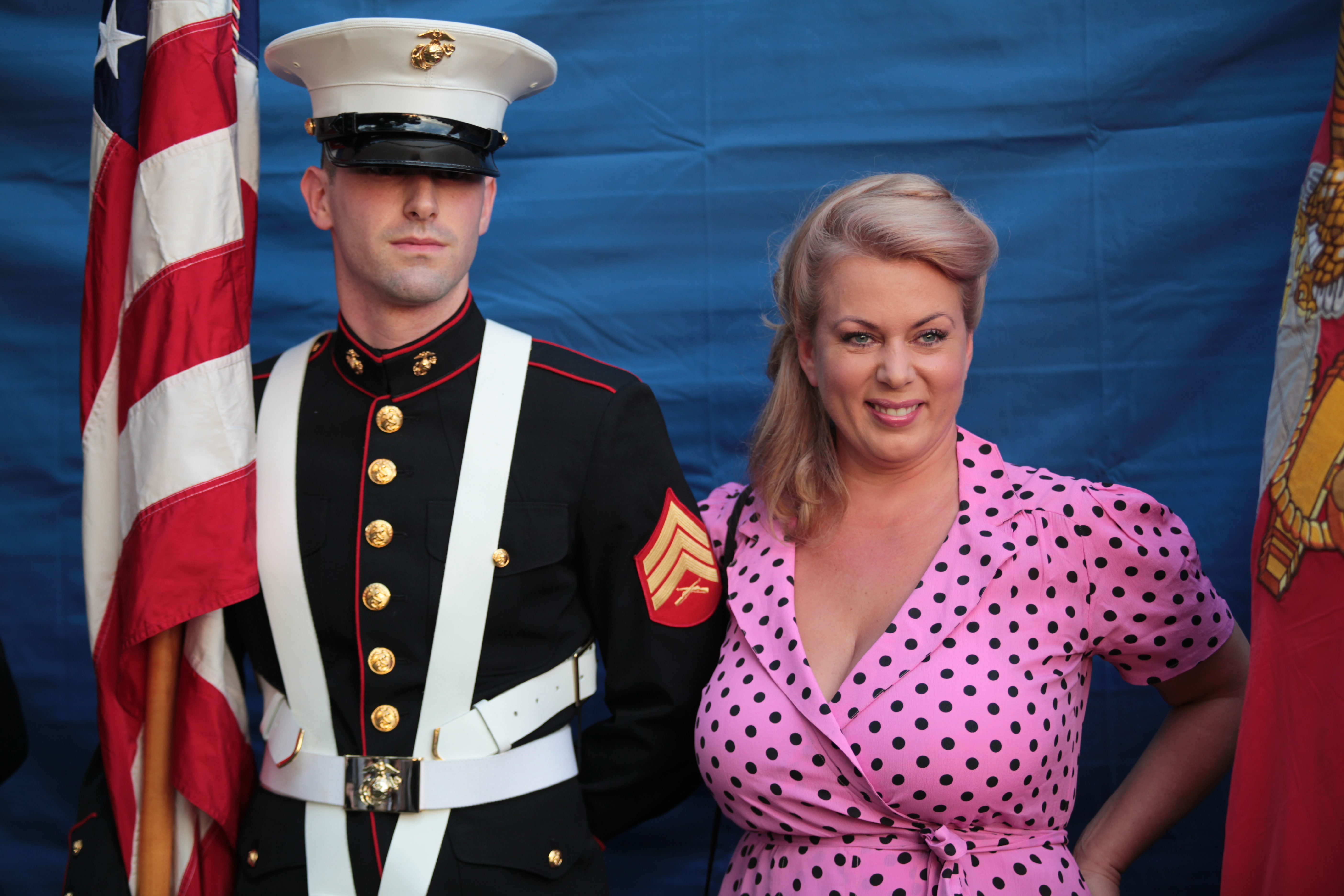
Gerlinde Jänicke, 2014

Gerlinde Jänicke (* 13. Dezember 1973 in West-Berlin) ist eine deutsche Moderatorin.

## Leben
Jänicke wurde am 13. Dezember 1973 als Tochter einer US-Amerikanerin und eines Deutschen geboren. Sie besuchte die John-F.-Kennedy-Schule in Berlin-Zehlendorf. An der Schule wurde sie fürs Theater ausgebildet. Sie erlernte den Beruf der Fremdsprachensekretärin mit den Schwerpunkten Englisch und Französisch und jobbte bei McDonald’s, bis sie von dem Radiomoderator Rik De Lisle zum Hörfunk geholt wurde. Jänicke lebt in Teltow.

## Hörfunk
Jänicke wurde 1993 beim Radiosender 94,3 RS2 als Volontärin eingestellt und bekam dort dann ein Angebot, als Sendeassistentin von Karin Kuschik in Der gute Morgen für Berlin und Brandenburg zu moderieren. Ab 1998 produzierte und moderierte sie bei dem Radiosender Berliner Rundfunk 91.4 Gerlindes Feierabendshow, Gerlinde am Morgen und Berlin am Morgen. Dann gründete sie die Radioproduktionsfirma pride&passion. Ab 2003 produzierte und moderierte sie Gerlindes Weekend Radioshow auf 89.0 RTL. Von 2004 an moderierte sie auf 104.6 RTL die Radioshows Supersamstag und Supersonntag. Des Weiteren übernahm sie in Urlaubszeiten zusammen mit Thomas Koschwitz die Morgensendung Arno und die Morgencrew und weitere Sendeschienen. Von 2015 bis Ende 2022 moderierte sie auf 94,3 RS2 ihre eigene Morgensendung.
Seit dem 1. September 2023 moderiert Jänicke werktäglich von 19:00 bis 22:00 Uhr bei der Oldie Antenne. Außerdem war sie seit dem 3. September 2023 immer sonntags von 07:00 bis 13:00 Uhr mit ihrer Personality-Sendung Gerlindes Welt bei BB Radio zu hören. Seit dem 26. August 2024 moderiert Jänicke gemeinsam mit Marcus Kaiser die Morningshow bei BB Radio.
Sie erhielt 2017 den deutschen Radiopreis als „Beste Moderatorin“.

## Fernsehen
Jänicke begann ihre Karriere mit kleineren Rollen in Musikvideos und Werbespots, bevor sie Außenreporterin bei RTL II wurde. Hier moderierte sie auch 2006 die Clipshow Bitte lachen!.
Sie war 2014 Begleiter von Julian F.M.Stöckel, der Kandidat bei „Ich bin ein Star, holt mich hier raus“ (RTL) gewesen ist.

## Sonstiges
Jänicke war Mitglied im Original Kreuzberger Staatstheater in Berlin mit Schwerpunkt Improvisationstheater.
2007 verlieh sie in dem Podcast-Hörspiel „Liebe im ersten Semester“ Professorin Rebecca Hausmann ihre Stimme. Im Jahr 2012 machte sie Werbung für eine Diätfirma.

## TV-Auftritte
- Jugendsendung Moskito im SFB
- Wettermoderation bei IA Brandenburg (später Puls TV, heute TV.Berlin)
- Außenreportagen No Sex bei RTL II
- Moderation Bitte lachen! bei RTL II
- Fernsehrollen:
  - Der Fremde im Spiegel (2004)